# 连叶马先蒿
连叶马先蒿（学名：Pedicularis connata）为列当科马先蒿属的植物，是中国的特有植物。分布于中国大陆的四川、云南等地，生长于海拔4,150米的地区，多生于生长山林中，目前尚未由人工引种栽培。